# 캘럼 체임버스
캘럼 체임버스(Calum Chambers , 1995년 1월 20일 ~ )는 잉글랜드의 축구 선수이다. 현재 애스턴 빌라에서 활약하고 있다.